# Malva (pudding)
Pour les articles homonymes, voir Malva (homonymie).
Le pudding Malva est un pudding sucré de confection sud-africaine. Ce dessert contient de la confiture d'abricot et détient une texture spongieuse caramélisée. Une sauce à la crème est toujours versée dessus pendant qu'il est chaud, et il est généralement servi chaud avec de la crème anglaise froide et/ou de la glace. De nombreux restaurants sud-africains proposent ce pudding, qui serait lié à l'origine hollandaise du Cap.
Le pudding a gagné en popularité sur la côte ouest des États-Unis après que le chef personnel d'Oprah Winfrey, Art Smith, l'a servi pour le dîner de Noël en 2006 aux élèves de l'Oprah Winfrey Leadership Academy for Girls en Afrique du Sud.

## Origines
Il existe diverses théories sur l'origine du nom :
- l'Oxford English Dictionary affirme qu'il vient de l'afrikaans malvalekker, qui signifie « guimauve » (en fin de compte du latin malva, une mauve)[5]. Cela peut provenir d'une ressemblance entre la texture du pudding et celle d'une guimauve ou d'un bonbon afrikaner similaire, le malvelekker, préparé avec de l'extrait de guimauve[6] ;
- Malva est également le mot afrikaans pour géranium (au sens large, y compris Pelargonium)[7]. Une autre théorie botanique est que la pâte était à l'origine aromatisée avec les feuilles de géranium parfumé au citron ou à la rose, variétés de plantes indigènes d'Afrique du Sud[6] ;
- Art Smith a déclaré que selon Colin Cowie, son ambassadeur de l'hospitalité en Afrique du Sud, le pudding a été nommé d'après une femme appelée Malva[4] ;
- une autre théorie est que la sauce contenait à l'origine du vin de Malvoisie (malmsey). Les partisans de cette théorie incluent du brandy ou du sherry dans la sauce[6] ;
- d'autres suggèrent que le pudding était à l'origine accompagné de vin de Malvoisie[8].

## Le pudding au brandy du Cap
Le pudding au brandy du Cap est un proche parent, ou une variante possible, du pudding Malva. La principale différence est la substitution de certains ingrédients de Malva par du brandy du Cap et des dattes pour plus de douceur.